# Dolná Krupá
Dolná Krupá (în germană Unter Krombach sau Unter Krompach, în maghiară Alsókorompa) este o comună din districtul Trnava Slovacia.

## Demografie
| An:                | 1994 | 2004   | 2014   | 2024   |
| ------------------ | ---- | ------ | ------ | ------ |
| Număr de persoane: | 2205 | 2229   | 2284   | 2454   |
| Diferență:         |      | +1,08% | +2,46% | +7,44% |

| An:                | 2023 | 2024 |
| ------------------ | ---- | ---- |
| Număr de persoane: | 2454 | 2454 |
| Diferență:         |      | +0%  |

## Personalități născute aici
- Maria Henrieta Chotek (1863 - 1946), cultivatoare de trandafiri.